# Лунка Банулуј (Васлуј)
Лунка Банулуј (рум. Lunca Banului) насеље је у Румунији у округу Васлуј у општини Лунка Банулуј. Oпштина се налази на надморској висини од 39 m.

## Становништво
Према подацима из 2002. године у насељу је живело 3933 становника, од којих су сви румунске националности.

### Хронологија
| Година       | 1992 | 1993 | 1994 | 1995 | 1996 | 1997 | 1998 | 1999 | 2000 | 2001 | 2002 | 2003 | 2004 | 2005 | 2006 | 2007 | 2008 | 2009 | 2010 | 2011 | 2012 | 2013 | 2014 | 2015 | 2016 | 2017 |
| ------------ | ---- | ---- | ---- | ---- | ---- | ---- | ---- | ---- | ---- | ---- | ---- | ---- | ---- | ---- | ---- | ---- | ---- | ---- | ---- | ---- | ---- | ---- | ---- | ---- | ---- | ---- |
| Становништво | 4134 | 4060 | 4033 | 4043 | 3988 | 4029 | 4169 | 4141 | 4125 | 4132 | 4093 | 4089 | 4084 | 4057 | 4044 | 4035 | 4013 | 3980 | 3945 | 3890 | 3854 | 3816 | 3767 | 3752 | 3712 | 3688 |